# Genrich Grigorjewitsch Jagoda

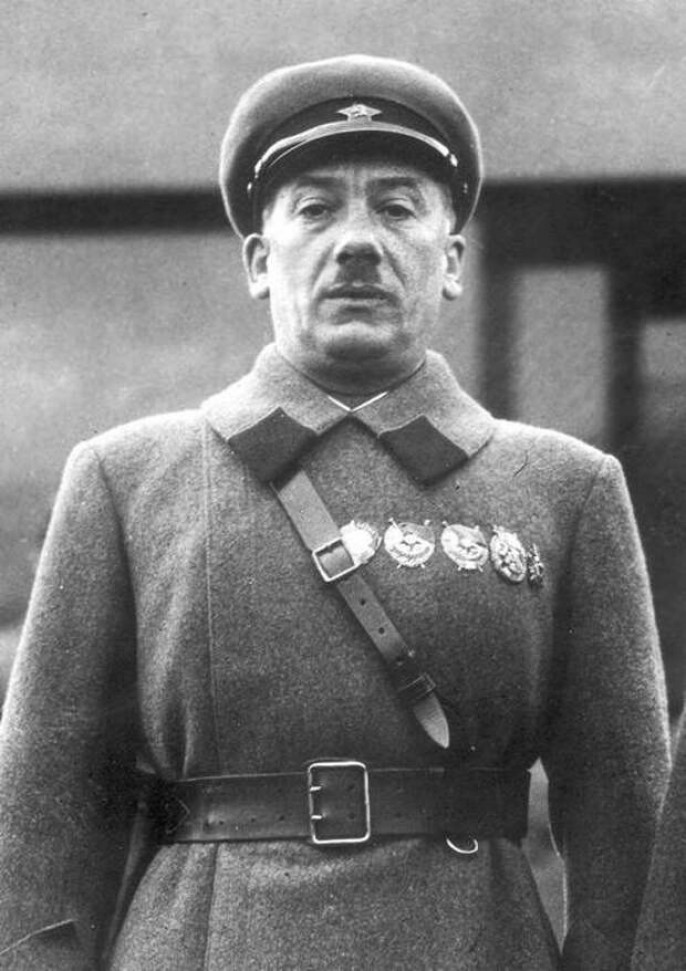
Genrich Grigorjewitsch Jagoda 1936

Genrich Grigorjewitsch Jagoda (russisch Ге́нрих Григо́рьевич Яго́да, wiss. Transliteration Genrich Grigor'evič Jagoda, ursprünglich Jenoch Gerschenowitsch Jehuda; * 7. Novemberjul. / 19. November 1891greg. in Rybinsk; † um den 15. März 1938 [vermutlich] in Moskau) war der Chef des sowjetischen Innenministeriums NKWD von 1934 bis 1936, das unter seiner Leitung aus der Zusammenlegung der Geheimpolizei OGPU mit dem bisherigen Volkskommissariat des Inneren NKWD gebildet wurde.

## Leben

### Vorrevolutionäres Leben

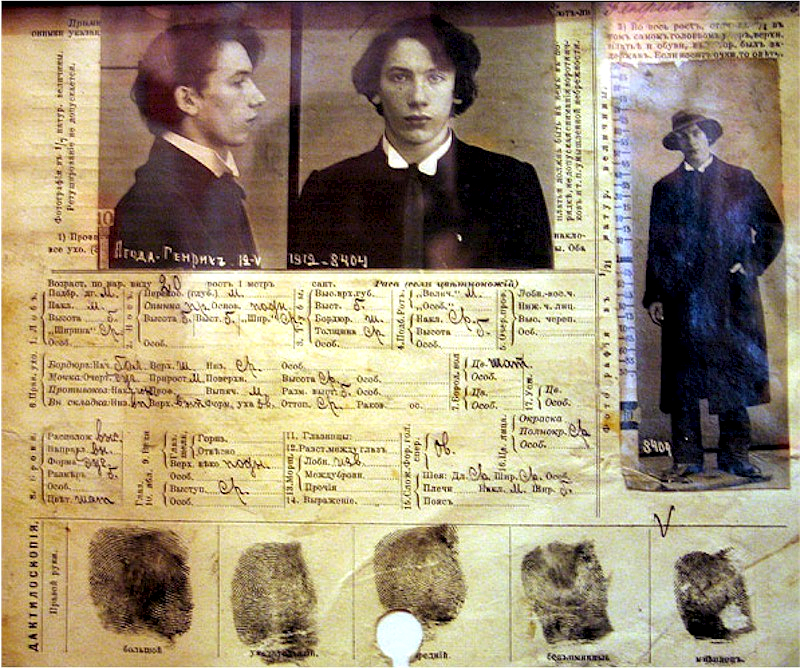
Genrich Jagodas Karteikarte aus dem Bestand der zaristischen Geheimpolizei Ochrana (1912, Russisches Staatsarchiv)

Genrich Grigorjewitsch Jagoda war der Sohn eines jüdischen Druckers, der erst kurz zuvor aus dem Ansiedlungsrayon in das Kernland des Russischen Reiches gezogen war und der auch gefälschte Dokumente für russische Revolutionäre herstellte. Jagoda begann vor der Oktoberrevolution in Nischni Nowgorod eine Lehre als Apotheker und wurde dort Mitglied einer anarchistischen Gruppe. Als er für diese Sprengstoff besorgen wollte, wurde er 1912 verhaftet und für zwei Jahre nach Sibirien verbannt, jedoch bereits 1913 amnestiert. Danach ging er nach St. Petersburg und arbeitete dort in den Putilow-Werken. 1915 wurde er in die russische Armee eingezogen und nahm als Soldat am Ersten Weltkrieg teil, wobei er sich eine Verwundung zuzog.

### Revolution und Aufstieg

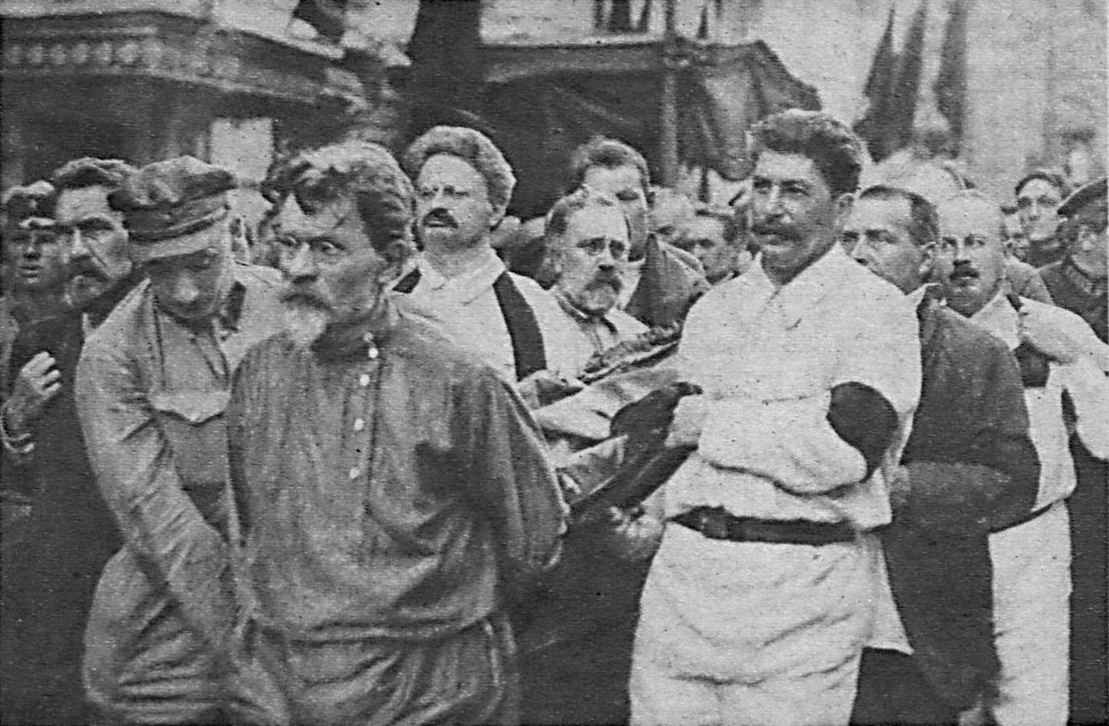
Jagoda (3. v. l., mit Mütze) als Sargträger für Feliks Dzierżyński, 1926

1917 kehrte er nach der Februarrevolution nach Sankt Petersburg zurück, trat den Bolschewiki bei (später wurde sein Beitrittsdatum auf 1907 zurückdatiert) und beteiligte sich an der Oktoberrevolution. Der einflussreiche Revolutionär Jakow Swerdlow wurde zu seinem Förderer und empfahl ihn für die Arbeit in der Tscheka und der Obersten Militärinspektion, wo er erste Kontakte zu Lenin und Stalin schloss. Jagoda wurde unter Felix Dserschinski Mitglied dieser Geheimpolizei. Er stieg schnell in der Hierarchie auf und war am 6. September 1923 bereits nach Wjatscheslaw Menschinski zweiter stellvertretender Vorsitzender der mittlerweile in OGPU benannten und für die gesamte Sowjetunion zuständigen Organisation. Nach dem Tod Dserschinskis im Juli 1926 wurde er stellvertretender OGPU-Vorsitzender.

### Leitung der OGPU

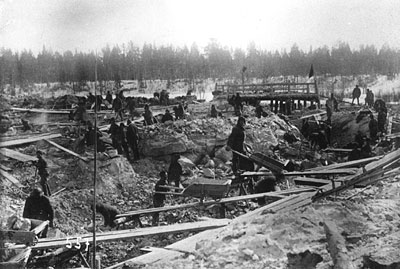
Häftlinge beim Bau des Weißmeer-Ostsee-Kanals (1931–1933). (Foto aus der Sammlung des Regionalmuseums der Republik Karelien, Petrosawodsk)

Als Menschinski Ende der 1920er-Jahre schwer erkrankte, war Jagoda de facto Leiter der OGPU. Jagoda, der sich für Literatur interessierte, half Stalin, den Schriftsteller Maxim Gorki aus dem italienischen Exil zurückzuholen. Dies wiederum ermöglichte ihm und der OGPU, die verbliebenen Schriftsteller in der Sowjetunion besser zu kontrollieren, welche nun ganz auf Linie mit der Parteiführung waren.
Jagoda war für den Aufbau des sowjetischen Straflagersystems GULAG mitverantwortlich, welches vor allem zu Beginn der 1930er-Jahre für große Bauvorhaben herangezogen wurde. Er war auch an der als Entkulakisierung bezeichneten Vernichtung der wohlhabenderen Landbevölkerung ab 1929 beteiligt. 1931 verlor er einen Machtkampf gegen andere stv. OGPU-Vorsitzende und wurde zum zweiten Stellvertreter Menschinskis degradiert. Von 1931 bis 1933 war er für den Bau des Weißmeer-Ostsee-Kanals verantwortlich und anschließend bis 1934 für den Bau des Moskau-Wolga-Kanals. Bei beiden Projekten starben jeweils aufgrund schlechter Arbeitsbedingungen zehntausende Häftlinge. Für seine Leistungen beim Bau des Weißmeer-Ostsee-Kanals erhielt er den Leninorden. Er gehörte zusammen mit Maxim Gorki zu den Koautoren eines Buches über den Kanalbau, in dem die Arbeiten erheblich geschönt dargestellt wurden.
Im Februar 1933 entwickelte Jagoda zusammen mit dem Chef des Gulag Matwei Berman einen Plan zur Deportation von je einer Million Menschen nach Westsibirien und Kasachstan. Die Deportierten, als „sozial schädliche und deklassierte Elemente“ bezeichnet, sollten dort kaum besiedelte Landstriche erschließen. Der sogenannte „großartige Plan“ scheiterte bereits nach wenigen Monaten mit der Tragödie von Nasino, bei der aufgrund der unzureichenden und schlecht organisierten Versorgung der Deportierten sogar Fälle von Kannibalismus registriert wurden.

### Führung des NKWD

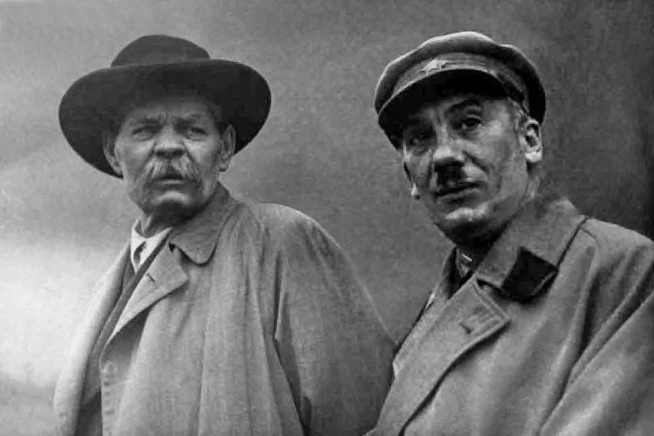
Maxim Gorki und Genrich Jagoda (nach dem November 1935, Foto russ. Staatsarchiv)

Im Juli 1934 wurde Jagoda zwei Monate nach dem Tod Menschinskis zum Chef der OGPU, die er bald darauf dem NKWD angliederte. Nach seiner Beförderung zum Chef des NKWD verlor Jagoda in großem Maß den Bezug zur Realität; er wurde immer anmaßender und brutaler.
Nach der Ermordung Sergej Kirows, eines engen Vertrauten Stalins, im Dezember 1934, war er in der Anfangsphase der stalinistischen Säuberungen für die Untersuchung des Mordfalls und die Verhaftung und Anklage von Lew Kamenew, Grigori Sinowjew, Iwan Smirnow und Grigori Jewdokimow als Exponenten der „Verschwörung der linken Opposition“ verantwortlich. Im Januar 1935 wurden die vier wegen dieses Mordes zu Zuchthausstrafen verurteilt. Die kommunistische Presse, hier die Rundschau schrieb, „daß das sogenannte ‚Moskauer Zentrum‘ […] die konterrevolutionäre Tätigkeit […] illegaler Gruppen von Sinowjew-Leuten geleitet hatte“.
Er war für die Abhaltung des ersten der Moskauer Schauprozesse verantwortlich, der vom 19. bis 24. August 1936 dauerte und mit der Hinrichtung Kamenews, Sinowjews, Smirnows, Jewdokimows und zwölf weiterer Angeklagter endete. Die Rundschau führte aus: Sie seien ebenso „Initiatoren und Organisatoren von Anschlägen, die […] auf das Leben anderer Führer der KPdSU und der Sowjetregierung vorbereitet wurden.“ Nach der Ermordung Kirows nahm der Druck auf Jagoda zu, Verschwörungen innerhalb von Partei und Gesellschaft aufzudecken.
Um Auslandseinsätze des NKWD zu finanzieren, initiierte Jagoda die massenhafte Fälschung von US-Dollar-Scheinen.

### Abstieg und Tod

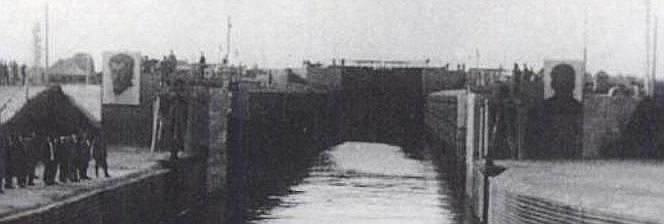
Unperson Genrich Jagoda: Auf dem Foto des Eingangsbereiches des Weißmeerkanals wurde das übergroße Porträt Jagodas auf der rechten Seite nachträglich durch sowjetische Zensoren unkenntlich gemacht (→Zensur in der Sowjetunion)

Jagoda wurde am 26. September 1936 durch Nikolai Jeschow ersetzt, der ihm schon während des Prozesses als Assistent zur Seite gestellt worden war und während dieser Zeit belastendes Material gegen ihn gesammelt hatte. Im März 1937 wurde Jagoda verhaftet, anschließend auch NKWD-Mitarbeiter wie Wsewolod Balyzkyj, die ihm nahegestanden hatten. Nachdem er monatelang unter Anleitung seines Nachfolgers Jeschow im Rahmen des „Großen Terrors“ brutal gefoltert worden war und dabei unter anderem Stalins Leibwächter Karl Pauker belastet hatte, gehörte er zu den Hauptangeklagten des dritten Schauprozesses vom 2. bis zum 13. März 1938. Er unterschied sich von seinen Mitangeklagten dahingehend, dass er von diesen abgesondert gefangengehalten wurde. Zusätzlich beschuldigte man ihn, seinen Vorgänger Menschinski sowie Maxim Gorki vergiftet zu haben. Auch das gegen ihn verhängte Todesurteil wurde getrennt von den anderen Angeklagten in der Lubjanka vollstreckt, weshalb weder der 15. März sicher als sein Todesdatum gelten kann, noch etwas über den Verbleib des Leichnams bekannt ist. Eine große Statue Jagodas an der Einfahrt des Weißmeerkanals wurde nach seiner Hinrichtung gesprengt.

## Zitate
„Ein Schwarm folgte Jagoda nach. Wahrscheinlich wird manch ein Held unserer späteren Berichte über den Weißmeerkanal darunter gewesen sein, und ihre Namen wurden nachträglich aus den poetischen Versen gestrichen.“

„Jagoda [war] ein Erzkrimineller. Diesem millionenfachen Mörder ging es nicht ins Hirn, dass sich im Herzen des noch höheren Mörders keine Solidarität finden würde. Ihn flehte er um Gnade an, zuversichtlich eindringlich, geradeso als säße Stalin hier im Saal: ‚Ich wende mich an Sie! Ich habe für Sie zwei Kanäle gebaut!‘“

„Um so leichteren Herzens konnten sich die Verfasser den Worten des Genossen Kogan über den eisernen Volkskommissar anschließen: ‚Genosse Jagoda ist unser oberstes allgegenwärtiges Haupt!‘ (Das war mit das Ärgste, woran das Buch gescheitert ist. Die Lobhudeleien auf Genrich Jagoda wurden mitsamt seinem Bild sogar aus dem einzigen mir zugänglichen Exemplar herausgerissen; ich musste lange nach diesem Bild suchen (Bild 15))“

„Jagoda uns voran als Lehrer, scharf sein Blick und fest die Hand.“

## Dokumentarfilme
- Folge 1933 – Genrich Jagoda der Dokumentarreihe Historische Chroniken von Nikolai Swanidse, Produktion des Fernsehkanals Rossija 1, 2006, Hauptseite der Dokumentationen (russisch).